# Мамедов, Ниджат (поэт)
Ниджат Мамедов (род. 23 февраля 1982, Баку, Азербайджанская ССР) — азербайджанский прозаик, поэт, переводчик, эссеист, пишущий на русском языке. Член Союза писателей Азербайджана. Лауреат «„Русской премии“ (2013)», лауреат Премии Фонда Ельцина за лучший перевод на русский язык (2007). Лауреат азербайджанской премии «За лучший перевод года» (2004) и Национальной азербайджанской культурологической премии в переводческой номинации (2006).

## Биография
Родился 23 февраля 1982 году в Баку, Азербайджанской ССР. Завершив обучение в школе, поступил учиться на филологический факультет Бакинского государственного университета, обучение в магистратуре которого завершил в 2004 году.
Активно занимается литературным творчеством, многие свои произведения пишет на русском языке. На Высших литературных курсах в Бакинском Славянском университете ведёт курсы. Является автором первой в Азербайджане монографии о творчестве Иосифа Бродского. Им переведены на русский язык восемь книг азербайджанской и турецкой поэзии и прозы. Его поэтические произведения также были переведены на грузинский, узбекский, английский, турецкий языки. Авторские переводы Мамедова турецкой поэзии вошли в книгу: «Век перевода: Антология русского поэтического перевода XXI века», которая была издана в 2006 году в Москве. Он автор-составитель «Антологии современной русскоязычной поэзии Азербайджана». Министерства молодежи, спорта и туризма Азербайджана отметила Ниджата Мамедова престижными премиями «За лучший перевод года» в 2004 году и Национальной культурологической премией в номинации «Переводчик нового поколения» в 2006 году.
Ниджат Мамедов принимал участие во Втором Международном русско-грузинском поэтическом фестивале в 2008 году, а также в Ташкентском открытом фестивале поэзии. В 2007 году был удостоен учреждённой Фондом Бориса Ельцина премии лучшему молодому переводчику азербайджанской литературы на русский язык. Его стихи, проза и переводы публиковались в журналах: «Новая юность», «НЛО», «Гвидеон», «Интерпоэзия», «Дети Ра», «Дружба народов», «Арион», электронных изданиях «Припоминающийся дом» и «Textonly» и в других изданиях.
В 2013 году за книгу «Место встречи повсюду» был номинирован на конкурс «Русская премия» издательством «Русский Гулливер». Стал лауреатом конкурса.
В 2016 году его эссе «Струение», которое было переведено на английский язык, вошло в престижную антологию Best European Fiction 2016, изданную издательством Dalkey Archive Press. Редакторы этого издания отмечали, что Ниджат Мамедов первый азербайджанский автор, включённый в издание Best European Fiction.
Проживает и работает в Баку.

## Отзывы
Русский прозаик Александр Иличевский отметил работу азербайджанского автора и его вклад в русскую литературу:
Ниджат Мамедов является автором совершенно уникальным. С одной стороны, он писатель абсолютно европейского склада – по причине не столько своей билингвистичности, – ибо его в языке интересуют не только русские смыслы: его сфера интересов – преломление европейского смысла через призму русского языка. С другой стороны, влияние культуры Востока – Азербайджана, Персии, Турции – на его писательский состав души неизбежно и огромно – не только по самой причине происхождения, но и потому, что на Востоке поэт всегда более сакральная фигура, чем в Европе.
Поэт Шамшад Абдуллаев также не остался в стороне и подчеркнул индивидуальность поэта Ниджата Мамедова:
В кавказском хоре обильных верлибров голос Ниджата Мамедова крайне одинок и не имеет окрест никаких сходств. С ним, по сути, не знались ни изощренная лаконичность в духе Ылгыза и Вели, ни странная до сих пор читаемость дидактического боления, ни эхо змеистых стилей, норовящих просочиться в какой-нибудь постмодернистский благовест, как если б они освободили ему наперед лишь узкую протяженность космополитичного энтузиазма. Тем лучше.

## Награды и премии
- 2004 - Лауреат азербайджанской премии «За лучший перевод года».
- 2006 - Национальной азербайджанской культурологической премии в переводческой номинации.
- 2007 - Лауреат Премии Фонда Ельцина за лучший перевод на русский язык.
- 2013 - Лауреат ""Русской премии" (2013)".